# Кузьминский, Павел Дмитриевич
Па́вел Дми́триевич Кузьми́нский  (20 июня [2 июля] 1840, Усть-Лабинск, Кубанская область — 7 [20] апреля 1900, Санкт-Петербург) — русский инженер, изобретатель газовой турбины.

## Биография
Родился 20 июня (2 июля) 1840 года в станице Усть-Лабинская Кубанской области. Отец был морским офицером. Был осуждён морским судом как квартирмейстер за растрату, разжалован, лишён всех наград и направлен в 5-ю штрафную роту в крепость Сухум-Кале.
Имел младшего брата Георгия (17.04.1842—23.02.1914), который стал командиром 13-го лейб-гренадерского Эриванского Его Величества полка и был уволен в отставку с мундиром и пенсией с производством в генерал-майоры.
Окончил в 1864 году Морской корпус в Санкт-Петербурге, затем — Корпус инженеров-механиков и, получив звание механика третьего разряда 6 октября 1867 года, был назначен в 8-й флотский экипаж под командование капитана 1-го ранга Николая Яковлевича Шкота. Служил на флоте корабельным инженером-механиком до 1884 года. Затем был старшим механиком Болгарской флотилии (Русе, 1884—1885). Там же в Болгарии преподавал механику в земледельческом училище «Образцов чифлик» в Русе (1886—1888). Основоположник и первый распорядитель морской библиотеки и Военно-морского музея в Русе (1884). Учредитель первого Болгарского технического общества (в Русе, май 1885) и автор его устава.
Работал на Балтийском судостроительном заводе до 1894 года. Был одним из организаторов создания воздухоплавательного отдела Русского технического общества.
Скончался 7 (20) апреля 1900 года.
Ныне, на доме, где жил Павел Дмитриевич в 1893 году (6-я линия Васильевского Острова, 37), находится мемориальная доска с его именем.

## Научная работа
Занимался вопросами механики корабля, теплотехники, гидромеханики, воздухоплавания. В 1880—1882 годах Кузьминский совместно с Д. И. Менделеевым занимались изучением законов вязкого трения. В области теплотехники Павел Дмитриевич доказал эффективность сжатия рабочей смеси для двигателей внутреннего сгорания (1862), предлагал использовать комплексные силовые установки с несколькими рабочими телами как наиболее выгодными (1862), предложил к использованию в котлах пылеугольное топливо (1865).

## Изобретения
Им была разработана новая форма судового корпуса с тетраэдровидной подводной частью. Шлюпка, построенная в 1881 году по данному проекту, показала хорошую маневренность и увеличенную скорость движения.
В 1881—1884 годах Кузьминский изобрёл и сконструировал гидравлический динамометр.
В 1887—1892 П. Д. Кузьминский сконструировал и построил первую в мире газовую реверсивную турбину радиального типа с 10 ступенями давления. Турбина работала на парогазовой смеси, получаемой в созданной опять же Кузьминским в 1894 году камере сгорания — «газопаророде». Из-за смерти изобретателя испытания турбины не были завершены, но работа оказала заметное влияние на развитие водного транспорта.
В 1893 году совместно с инженером Н. Ф. Пашининым Кузьминский работал над проектом прямоточного котла с принудительной циркуляцией и сепаратором пара.
В области воздухоплавания им было создано несколько проектов аппаратов тяжелее воздуха, ни один из которых создан не был. Один из них, известный под названием «Руссолет», с двумя коническими спиральными вертикальными винтами «руссоидами», или «руссоидальными винтами», судя по эскизам в «Записках Русского технического общества», представлял собой двухвинтовой вертолёт, по другим же источникам один винт был направлен вверх, а другой вперёд. Проект не был завершён, так как все отпущенные на него средства Кузьминский потратил на создание опытного двигателя, полагая, что создание лёгкого движителя является непременным условием для создания аппарата такого типа.
Более ранний его проект, описанный в мае 1884 года VII отделу Русского технического общества, представлял собой «крыльчатый аэроплан» на шасси велосипедного типа, с довольно большими колёсами установленными в одной плоскости. Тогда же была продемонстрирована пружинная модель этого аппарата: крылья были кинематически связаны с колёсами шасси и получали от них колебательные движения вверх и вниз, двигатель вращал колеса.

## Работа в Болгарии
Кузьминский, работая в Болгарии, вместе с другими русскими специалистами проделал большую работу по превращению множества разнокалиберных судов в полноценный флот. Он может считаться «отцом болгарского флота».
В тот момент, когда Кузьминский в очередной раз находился в море, русско-болгарские отношения сильно ухудшились. Болгарское правительство потребовало от русских офицеров покинуть страну в трёхдневный срок, а царь Александр III объявил, что все, кто не успеет покинуть Болгарию в указанный срок, лишатся русского подданства. Кузьминский об этом не знал, и когда он слишком поздно вернулся из плавания и не успел покинуть Болгарию, был лишён российского подданства. Инженер поселился на острове посреди Дуная, на границе Болгарии с Румынией, объявил остров независимым государством, а себя — царём «Павлом-Первым и единственным». Когда на остров прибывала болгарская полиция, Кузьминский прятался на румынской половине, и наоборот. Таким образом он провёл на необитаемом острове почти год. Затем его подданство было восстановлено.